# Баранова, Татьяна Борисовна
Татья́на Бори́совна Бара́нова (Баранова-Мониге́тти) — советский музыковед и педагог, пианистка, органистка.

## Биография
С отличием окончила Московскую государственную консерваторию как музыковед, пианистка и органистка, а затем аспирантуру на кафедре теории музыки. За успешную учебу была удостоена персональной стипендии имени П. И. Чайковского. Будучи аспиранткой, руководила Научным студенческим обществом консерватории.
В течение многих лет преподавала на кафедре теории музыки Московской консерватории гармонию (в том числе, как ассистентка Ю. Н. Холопова), полифонию, анализ музыкальных произведений, впервые в России разработала курс истории нотации и комплексный курс теории музыки для исполнителей, руководила дипломными работами и диссертациями. В разные годы читала лекции в университетах Польши, Франции, США.
Вместе с мужем — известным виолончелистом и дирижёром Иваном Монигетти — была организатором первого в России международного фестиваля старинной музыки (1987—1990) и первой международной конференции, посвящённой проблемам музыки доклассической эпохи.
В 1990 году вместе с семьей переехала в Швейцарию (Базель), с этого времени сочетала преподавательскую, исполнительскую и научную деятельность: работала в Мадридской Высшей Школе музыки имени королевы Софии, Базельской музыкальной Академии, выступала в дуэте с мужем виолончелистом Иваном Монигетти, в ансамблях старинной музыки.

## Научная деятельность
В 1981 году защитила кандидатскую диссертацию.
В последние годы изучает архив Стравинского в Базельском Фонде Пауля Захера — корреспонденции, манускриптах, личной библиотеке.
Автор более 60 работ на русском и английском языках, в том числе:
- Баранова Т. Б. Переход от модальности к тональной системе в западноевропейской музыке XVI—XVII веков : Автореф. дис. … канд. искусствоведения. — М., 1981. — 26 с.
- О космологической и религиозной концепции танца в культуре Средневековья, Ренессанса, Барокко // Традиция в истории музыкальной культуры. Проблемы музыкознания. — Л., 1989. — Вып. 3.
- Ленинградская лютневая табулатура (БАН О № 124): К проблеме датировки // Старинная музыка в контексте современной культуры: проблемы интерпретации и источниковедения: Матер. музыковедческого конгресса (Московская консерватория, 27 сентября — 1 октября 1989) / Сост. Т. Баранова. — М., 1989.
- Incipity utworyw z leningradzkiej tabulatury lutniowej z I polowy XVII w. (Biblioteka Akademii Nauk ZSRR w Leningradzie sygn.0 nr.124) / Opracowala T. Baranowa // Muzyka [Warszawa]. — 1989. — № 1.
- О французской художественной концепции начала XVIII века (Leçons de ténèbres Ф. Куперена) // Аспекты теоретического музыкознания. — Л., 1989.
- Русская музыкальная эстетика XVII века // Художественно-эстетическая культура Древней Руси. XI—XVII века / Ред. В. В. Бычков. — М., 1996. — Кн. 2, Ч. 1.
- Двенадцать посвящений Паулю Захеру : «Musica non absoluta» во второй половине XX века // Fioretti musicali: матер. науч. конф. в честь И. А. Барсовой. — М.: Московская консерватория, 2011. — С. 200—219.
- Стравинский о Чайковском (по материалам Фонда Пауля Захера) // Север в традиционных культурах и профессиональных композиторских школах: Сб. науч. ст. / Петрозаводская гос. консерватория им. А. К. Глазунова; гл. ред.: Л. Г. Ковнацкая. — Петрозаводск: ПетрГУ, 2012. — С. 320—337.
- Стравинский — читатель и библиофил (о русской библиотеке композитора) // Научный вестник Московской консерватории. — 2013. — № 1. — С. 5-51.
- Стравинский в работе над «Весной священной» (Об эскизах к балету в собрании Фонда Пауля Захара) // Научный вестник Московской консерватории. — 2015. — № 3. — С. 52-87.
- Стравинский в Израиле // Liber amicorum Людмиле Ковнацкой. — СПб.: БиблиоРоссика, 2016. — С. 259—268.
- Stravinsky’s Russian Library // Stravinsky and His World / ed. by Tamara Levitz. — Princeton University Press, 2013. — P. 61-77.
- In between Orthodoxy and Catholicism: The Problem of Stravinsky’s Religious Identity // Igor Stravinsky: Sound and Gesture of Modernism / Ed. by Massimiliano Locanto. Speculum Musicae, vol. XXV. — Brepols, Turnout, 2014. — P. 3-29.
- Working on The Rite of Spring: Stravinsky’s sketches for the ballet at the Paul Sacher Stiftung // Igor Stravinsky: Sound and Gesture of Modernism / Ed. by Massimiliano Locanto. Speculum Musicae, vol. XXV. — Brepols, Turnout, 2014. — P. 101—136.
- Baranova Monighetti T. Russian Music in Stravinsky’s Library // Mitteilungen der Paul Sacher Stiftung. — 2015. — № 28, April. — S. 43-49.
- Stravinsky, Roerich, and Old Slavic Rituals in The Rite of Spring // The Rite of Spring at 100 / Ed. by Severine Neff, Maureen Carr, and Gretchen Horlacher with John Reef. Foreword by Stephen Walsh. — Indiana University Press (in press).